# Nethinius flavipes
Nethinius flavipes là một loài bọ cánh cứng trong họ Cerambycidae.